# Pheia marginata
Pheia marginata là một loài bướm đêm thuộc phân họ Arctiinae, họ Erebidae.